# Пак Йеын
Пак Йеын (кор. 박예은; род. 26 мая 1989 года, более известная как Енни или Ha: tfelt) — южнокорейская певица и автор песен. Более известна как участница корейской гёрл-группы Wonder Girls (2007—2017). В июле 2014 года состоялся её сольный дебют с мини-альбомом Me? под сценическим именем Ha:tfelt. Йеын была единственной бессменной участницей в составе Wonder Girls с дебюта и до расформирования группы.

## Карьера

### 2007—12: Начинания в карьере с Wonder Girls

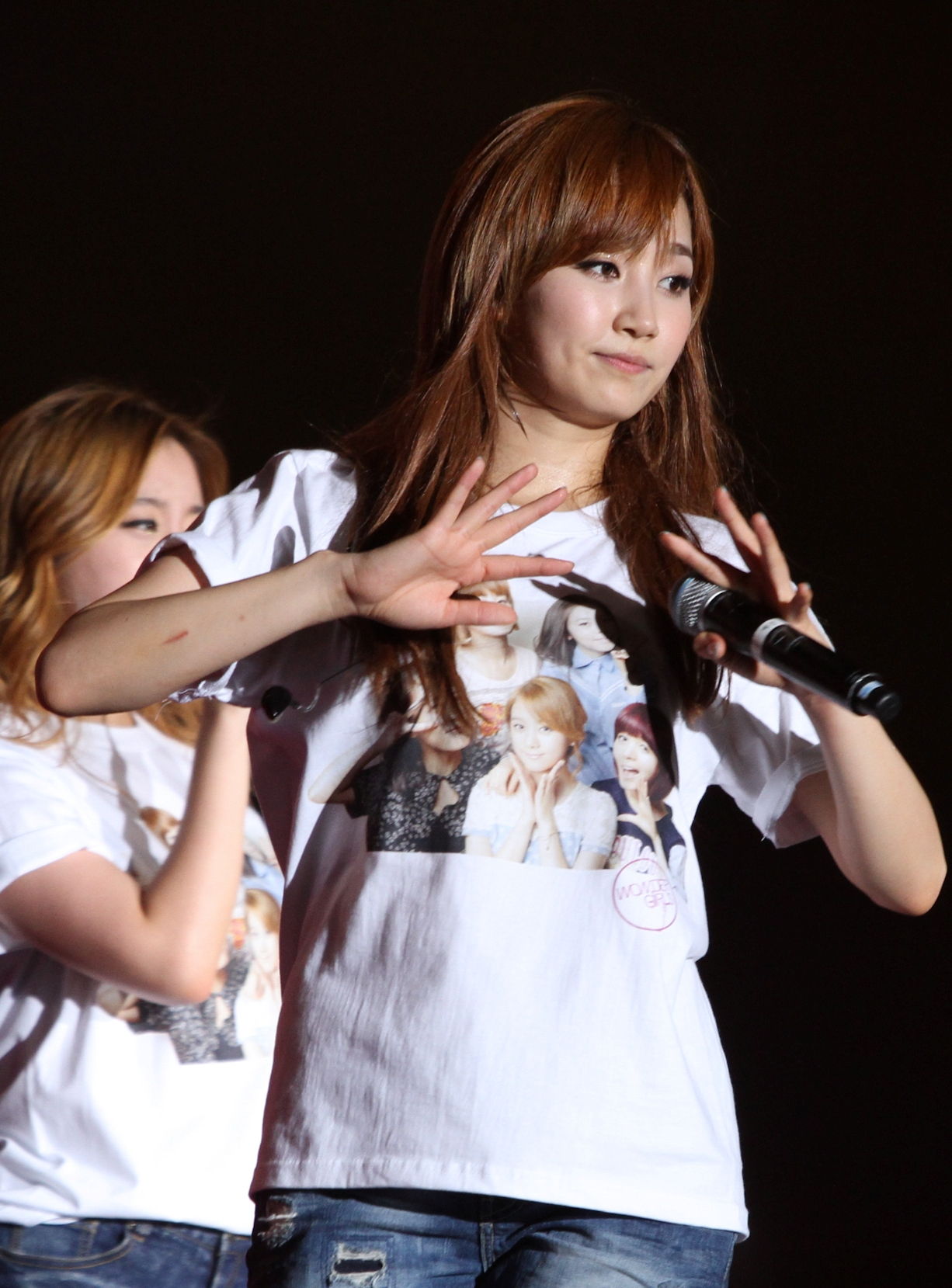
Йеын в 2012 году

В январе 2007 года Йеын была объявлена пятой участницей группы, и дебют состоялся 10 февраля на музыкальном шоу Music Core. Она являлась композитором песен «Saying I Love You» и «For Wonderful», которые позже исполняла на концертах в Америке.
В 2012 году Йеын написала песню к дораме «Высшая мечта 2», которая была выпущена 14 февраля. Она также появилась в одном из эпизодов, чтобы представить саундтрек. Девушка была композитором многих песен в дискографии Wonder Girls.

### 2013—14: Перерыв Wonder Girls и сольный дебют сMe?
23 июля 2014 года было объявлено, что Йеын совершит сольный дебют под псевдонимом Ha: tfelt. Её дебютный мини-альбом Me? с синглом «Ain’t Nobody» был выпущен 30 июля. 31 июля она выступила на шоу M! Countdown. Альбом попал в топ-10 лучших корейских альбомов 2014 года по версии Billboard.

### 2015—настоящее время: Возвращение Wonder Girls и уход из JYP Entertainment
24 июня 2015 года было объявлено, что Wonder Girls вернутся на сцену после перерыва. Позже Йеын была одним из композиторов песни «One Black Night» с альбома REBOOT. В 2016 году она также стала композитором трека «Sweet & Easy» с последнего синглового альбома группы Why So Lonely.
26 января 2017 года было объявлено, что Wonder Girls официально расформировано после неудачных попыток переговоров о продлении контрактов с Сонми и самой Йеын. 10 февраля был выпущен прощальный сингл «Draw Me», приуроченный также к 10-летию группы.
28 января было сообщено, что у Йеын состоялась встреча с руководителями лейбла Amoeba Culture касательно её дальнейшего музыкального будущего. 10 апреля стала известно, что Йеын подписала с лейблом контракт и стала первой женской исполнительницей компании за последние 11 лет.

## Личная жизнь
21 сентября 2016 года JYP Entertainment сообщили о том, что с 2013 года Йеын состоит в отношениях с Чинуном из 2AM. 24 апреля 2017 года было объявлено, что пара рассталась.

## Дискография

### Мини-альбомы
- Me? (2014)

## Фильмография

### Фильмы
| Год  | Название                | Роль              | Примечание |
| ---- | ----------------------- | ----------------- | ---------- |
| 2010 | Последний крестный отец | В роли самой себя | Камео      |
| 2012 | The Wonder Girls        | В роли самой себя | —          |

### Сериалы
| Год  | Название       | Канал | Роль              | Примечание |
| ---- | -------------- | ----- | ----------------- | ---------- |
| 2012 | Высшая мечта 2 | KBS   | В роли самой себя | Камео      |
| 2013 | Баскетбол      | tvN   | Бонсу             | —          |

## Награды и номинации
| Год  | Премия              | Номинация                    | Что номинировано                        | Результат |
| ---- | ------------------- | ---------------------------- | --------------------------------------- | --------- |
| 2015 | Seoul Music Awards  | Награда Бонсан               | Ain’t Nobody                            | Номинация |
| 2015 | Seoul Music Awards  | Popularity Award             | Ain’t Nobody                            | Номинация |
| 2015 | Seoul Music Awards  | Hallyu Special Award         | Ain’t Nobody                            | Номинация |
| 2015 | Seoul Music Awards  | Награда Бонсан               | No Make Up (совместно с Gaeko и Zion.T) | Номинация |
| 2015 | Seoul Music Awards  | Popularity Award             | No Make Up (совместно с Gaeko и Zion.T) | Номинация |
| 2015 | Seoul Music Awards  | Hallyu Special Award         | No Make Up (совместно с Gaeko и Zion.T) | Номинация |
| 2015 | Korean Music Awards | Лучшая Поп-песня             | Ain’t Nobody                            | Номинация |
| 2015 | Korean Music Awards | Лучший женский музыкант года | н/д                                     | Победа    |